# Vườn quốc gia và khu bảo tồn Cổng Bắc Cực
Vườn quốc gia và khu bảo tồn Cổng Bắc Cực là một vườn quốc gia nằm ở tiểu bang Alaska, Hoa Kỳ. Nó là vườn quốc gia nằm xa nhất về phía Bắc Hoa Kỳ (toàn bộ Vườn quốc gia nằm trong Vòng Bắc Cực) và cũng là vườn quốc gia lớn thứ hai tại Hoa Kỳ với diện tích 8.472.506 mẫu Anh (chỉ sau Vườn quốc gia và khu bảo tồn Wrangell–St. Elias). Diện tích của vườn quốc gia này thậm chí còn lớn hơn cả nước Bỉ. Trọng tâm của Vườn quốc gia và khu bảo tồn Cổng Bắc Cực chính là các phần của Dãy Brooks. Nó đã từng được bảo vệ như là Tượng đài Quốc gia vào ngày 1 tháng 12 năm 1978 trước khi trở thành một vườn quốc gia và khu bảo tồn sau đó hai năm, tức là vào năm 1980 khi Đạo luật Bảo tồn Vùng đất quan trọng Quốc gia tại Alaska được thông qua. Một phần của Vườn quốc gia được bảo vệ trong Vùng hoang dã Cổng Bắc Cực có diện tích 7.167.192 mẫu Anh (2.900.460 ha). Khu vực này tiếp giáp với vùng hoang dã Noatak, cùng nhau chúng tạo thành một vùng hoang dã tiếp giáp lớn nhất Hoa Kỳ.

## Các hoạt động
Tại Vườn quốc gia không có bất cứ một con đường nào cả. Do sự xa xôi cùng với việc thiếu cơ sở hạ tầng hỗ trợ khiến đây là một trong số những vườn quốc gia ít khách du lịch ghé thăm nhất trong số các vườn quốc gia tại Hoa Kỳ. Điều này được minh chứng khi năm 2013 chỉ có 11.012 du khách ghé thăm, đây là con số quá khiêm tốn so với 4,5 triệu du khách (gấp hơn 400 lần) mà Vườn quốc gia Grand Canyon có được cũng trong năm 2013.
Hoạt động cắm trại được phép trong khắp Vườn quốc gia và khu bảo tồn Cổng Bắc Cực nhưng có thể bị hạn chế ở những vùng đất của những người thổ dân bản địa. Trụ sở chính của Vườn quốc gia nằm tại Fairbanks và các hoạt động dịch vụ trong Vườn quốc gia được quản lý bởi Trạm kiểm lâm Bettles nằm ở phía nam Vườn quốc gia.

## Địa lý

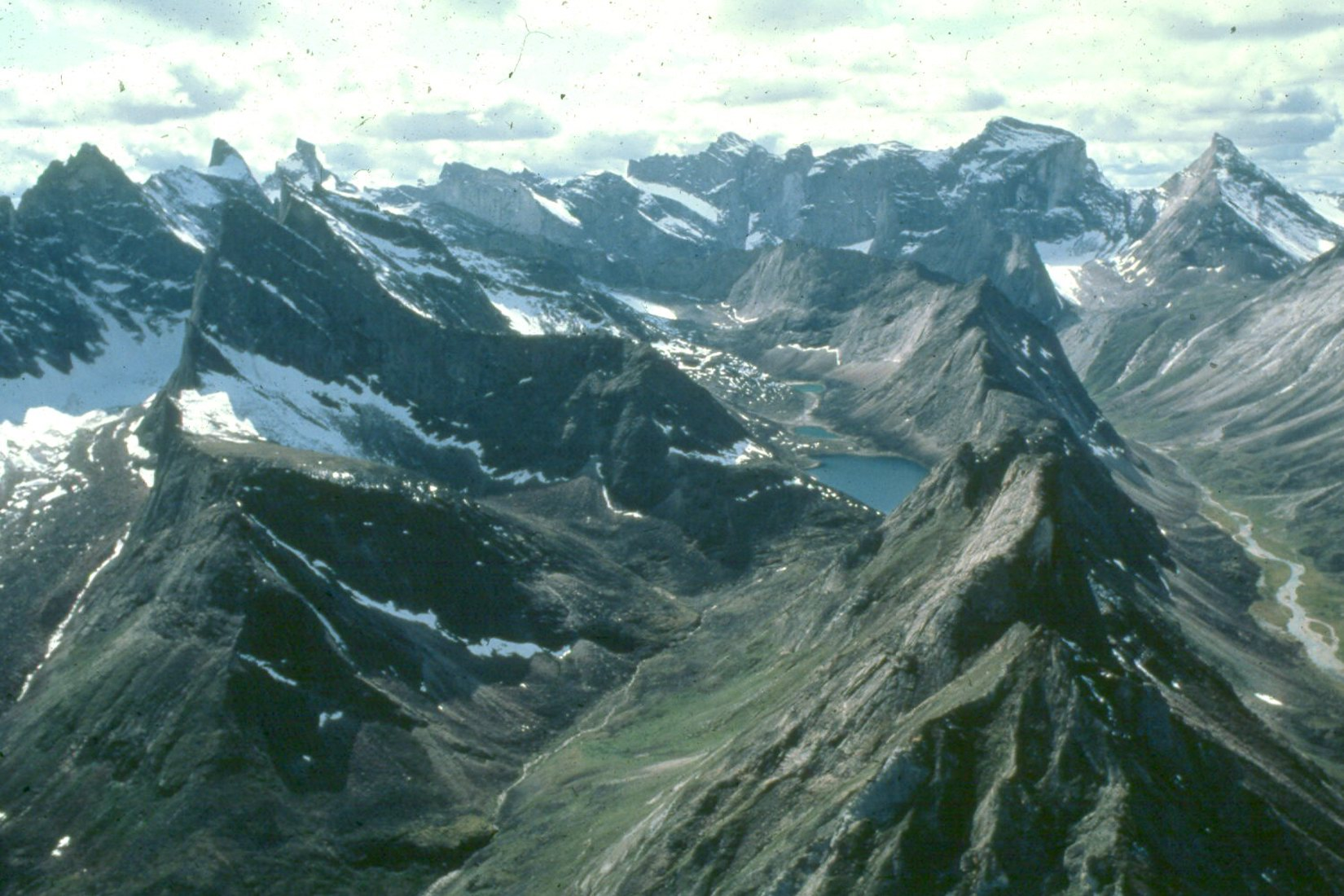
Đỉnh Arrigetch

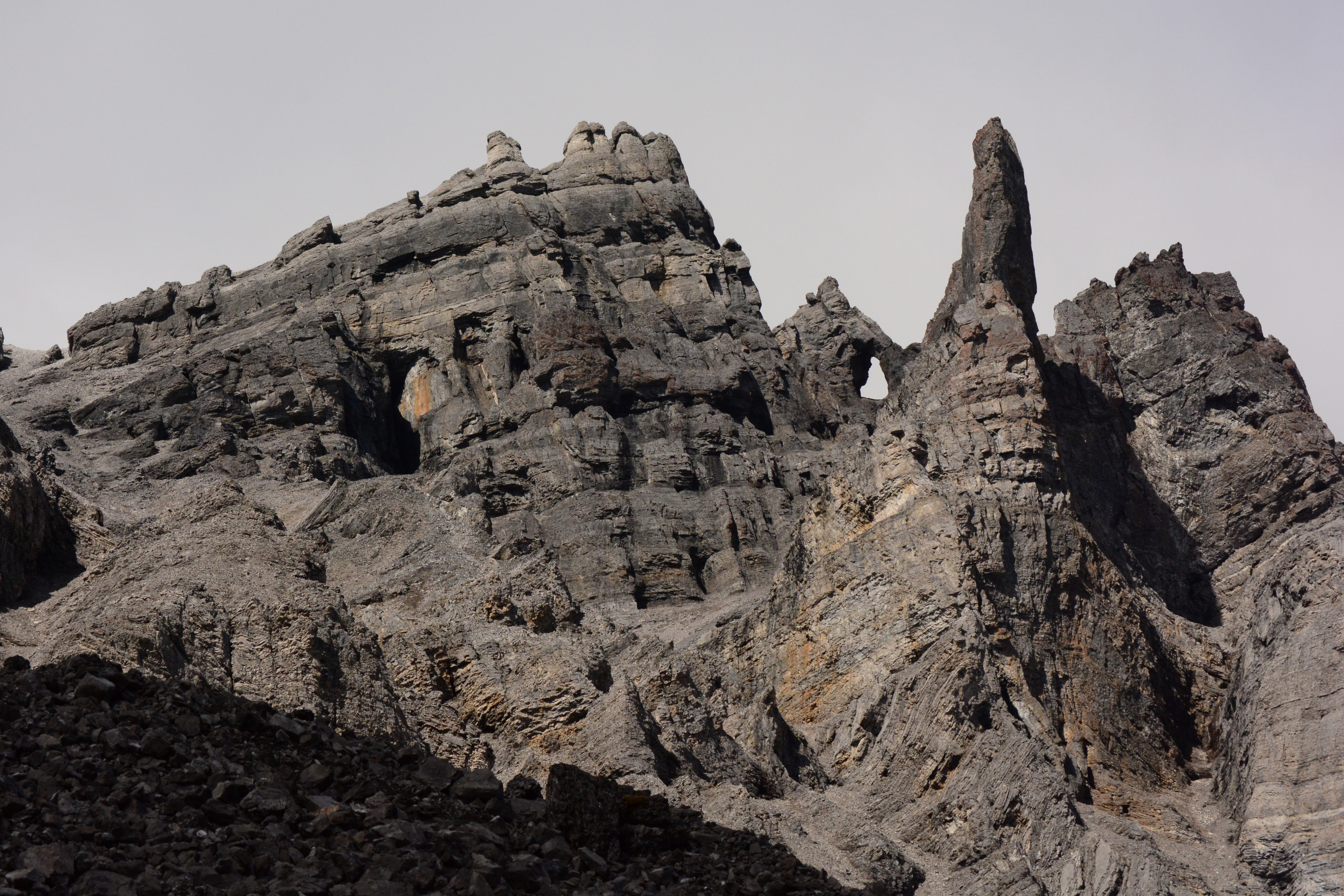
Vườn quốc gia trong quá khứ từng nằm dưới đáy biển với rất nhiều hình thành đá, vách đá, vòm.

Vườn quốc gia nằm ở phía tây của Đại lộ Dalton, bao gồm chủ yếu là các phần phía bắc và sườn phía nam của dãy núi Brooks. Một số tính năng khác của nó là dãy Endicott và một phần của dãy núi Schwatka. Phần lớn diện tích của Cổng Bắc Cực được chỉ định như là một vườn quốc gia, trong đó chỉ có các hoạt động săn bắn mang tính chất tự cung tự cấp của những người dân địa phương là được phép. Hoạt động săn bắn giải trí chỉ được phép tại khu bảo tồn quốc gia. Tuy  nhiên, để được săn bắn và bẫy thú thì người đó cũng cần phải có tất cả những giấy phép cần thiết và phải tuân thủ nghiêm ngặt các quy định của bang.
Ranh giới phía đông của Vườn quốc gia và khu bảo tồn chạy theo đại lộ Dalton ở khoảng cách vài dặm với một phần phía tây Khu bảo tồn động vật hoang dã Cổng Bắc Cực nằm xa hơn khoảng 10 dặm về phía đông. Khu bảo tồn động vật hoang dã Kanuti là ranh giới gần về phía đông nam của vườn quốc gia. Trong khi đó, khu bảo tồn quốc gia Noatak giáp với ranh giới phía tây và Khu dự trữ Dầu khí Quốc gia Alaska giáp với góc phía tây bắc. Hầu như toàn bộ Vườn quốc gia được chỉ định như là một vùng hoang dã, ngoại trừ khu vực quanh đèo Anaktuvuk. Một phần tách ra bao quanh dãy núi Fortress và Castle ở phía bắc Vườn quốc gia.
Bên ngoài ranh giới Vườn quốc gia có 10 cộng đồng nhỏ được xếp vào cộng đồng dân cư địa phương và họ là những người phụ thuộc vào nguồn tài nguyên của Vườn quốc gia. Đó là những người sinh sống ở Alatna, Allakaket, Ambler, Anaktuvuk Pass, Bettles/Evansville, Hughes, Kobuk, Nuiqsut, Shungnak và Wiseman. Trong Vườn quốc gia không có bất cứ một con đường, đường mòn, khu trung tâm khách du lịch hay một khu vực cắm trại nào cả. Đại lộ Dalton (Đại lộ 11 bang Alaska) cách ranh giới Vườn quốc gia khoảng 5 dặm (8 km) về phía đông nhưng phải đi qua một sông băng để tới được vườn quốc gia. Trung tâm hành khách trực tuyến nằm tại Coldfoot mở cửa từ cuối tháng 5 đến đầu tháng 9 là nơi cung cấp các thông tin về Vườn quốc gia, khu bảo tồn, khu vực hoang dã ở dãy núi Brooks, thung lũng Yukon và Bắc Slope. Một khu vực có diện tích 259.000 mẫu Anh (105.000 ha) của Vườn quốc gia được sở hữu bởi những người thổ dân địa phương và chính quyền bang Alaska. Phần lớn diện tích Vườn quốc gia (7.263.000 mẫu Anh) nằm trong Vùng hoang dã Cổng Bắc Cực.
Một số đỉnh núi nổi bật trong Vườn quốc gia bao gồm Arrigetch Peaks (nhóm các ngọn tháp đá gồ ghề) và Igikpak (đỉnh cao nhất của dãy  Schwatka). Ngoài ra, Vườn quốc gia còn có 6 sông thuộc Hệ thống Các sông Xuyên cảnh và Hoang dã Quốc gia là sông Alatna, John, Kobuk, Koyukuk, một phần sông Noatak và sông Tinayguk.

### Địa chất
Vườn quốc gia bao gồm phần lớn khu vực trung tâm và phía đông dãy Brooks. Nó mở rộng về phía đông tới đoạn phân nhánh giữa của sông Koyukuk, song song với đại lộ Dalton và Hệ thống Ống dẫn dầu xuyên Alaska. Vườn quốc gia nằm giữa đường phân chia lục địa, chia tách các cửa thoát nước đổ về Bắc Băng Dương và Thái Bình Dương. Phía bắc của Vườn quốc gia là một phần nhỏ thuộc vùng lãnh nguyên núi thấp Bắc Cực. Dãy Brooks nằm ở trung tâm Vườn quốc gia, chạy dài từ động sang tây. Về phía nam của dãy Brooks là mạch núi Ambler-Chandalar với những thung lũng liền hồ hướng đông-tây. Tận cùng phía nam của Vườn quốc gia là các phần của vùng trũng Kobuk-Selawik, là thượng nguồn của sông Kobuk. 

## Sinh thái học
Rừng taiga kéo dài cho đến khoảng 68 độ bắc đặc trưng bởi màu đen trắng lẫn lộn của vân sam và dương. Phía bắc của khu vực rừng này là nền đất lạnh và khô hạn được mô tả như là Sa mạc của Cực Bắc. Trong suốt mùa đông kéo dài, nhiệt độ có thể xuống tới −75 °F (−59 °C) nhưng lại có thể đạt tới 90 °F (32 °C) trong thời gian ngắn vào mùa hè. Vườn quốc gia nằm hoàn toàn trong vòng Bắc Cực.
Tuy khí hậu khắc nghiệt nhưng hệ động vật lại vô cùng đa dạng với rất nhiều loài bao gồm: đại bàng đầu trắng, gấu đen Bắc Mỹ, cáo, cừu Dall, sóc, thỏ tuyết, cú diều phương Bắc, bò xạ hương, đại bàng vàng, gấu xám Bắc Mỹ, sói đồng cỏ, nai sừng tấm Alaska, linh miêu Canada, gấu trắng Bắc Cực, cắt lớn, chuột xạ hương, cú sừng, rái cá sông Bắc Mỹ, ó cá, hải ly châu Mỹ và sói thung lũng Mackenzie. Loài tuần lộc Caribou khá phổ biến trong Vườn quốc gia và chúng được coi như là nguồn thực phẩm quan trọng cho người dân địa phương. Vườn quốc gia và khu bảo tồn Cổng Bắc Cực là giới hạn phía bắc của loài cừu Dall,  trong khi gấu xám Bắc Mỹ và khoảng 132 cá thể gấu nâu cũng được bảo tồn tại Vườn quốc gia.

## Lịch sử
Các dân tộc du mục sinh sống trên dãy núi Brooks khoảng 12.500 năm trước đây, chủ yếu dựa vào việc săn bắt tuần lộc và các loài động vật hoang dã. Di chỉ Mesa tại Iteriak Creek là bằng chứng về cuộc sống của họ trong khoảng 11.500-10.300 năm. Sau khi có sự xuất hiện của các dụng cụ đá (lao đá, dao dá) và lưới vào khoảng 6.000 năm trước thì giai đoạn Ipuitak được ghi nhận với những dụng cụ truyền thống được tìm thấy ở di chỉ Bateman tại hồ Itkillik.
Những người Inupiat xuất hiện vào khoảng năm 1.200 TCN bên bờ biển và dần dần lan sang khu vực quanh dãy Brooks và trở thành những người Nunamiut. Những người Nunamiut sau đó đã trở về vùng đất quê nhà của họ sau khi số lượng tuần lộc Caribou sụt giảm đáng kế trong những năm 1900, một số ít sinh sống khá biệt lập vào cuối những năm 1940. Đến năm 1949, hai nhóm người cuối cùng đến Anaktuvuk và thành lập cộng đồng Anaktuvuk Pass. Những người Gwich'in thuộc ngữ hệ Bắc Athabaskan cũng sống tại khu vực phía nam của vườn quốc gia cách đây 1.000 năm.